# Млиновище (озеро, Чернигов)
Млиновище (укр. Млиновище) — озеро, расположенное на территории Новозаводского района Черниговского горсовета (Черниговская область). Местное название Земснаряд. Тип общей минерализации — пресное. Происхождение — антропогенное. Группа гидрологического режима — сточное.
Название связано с водяными мельницами Елецкого монастыря, располагавшимися ранее на берегу реки Стрижень.

## География

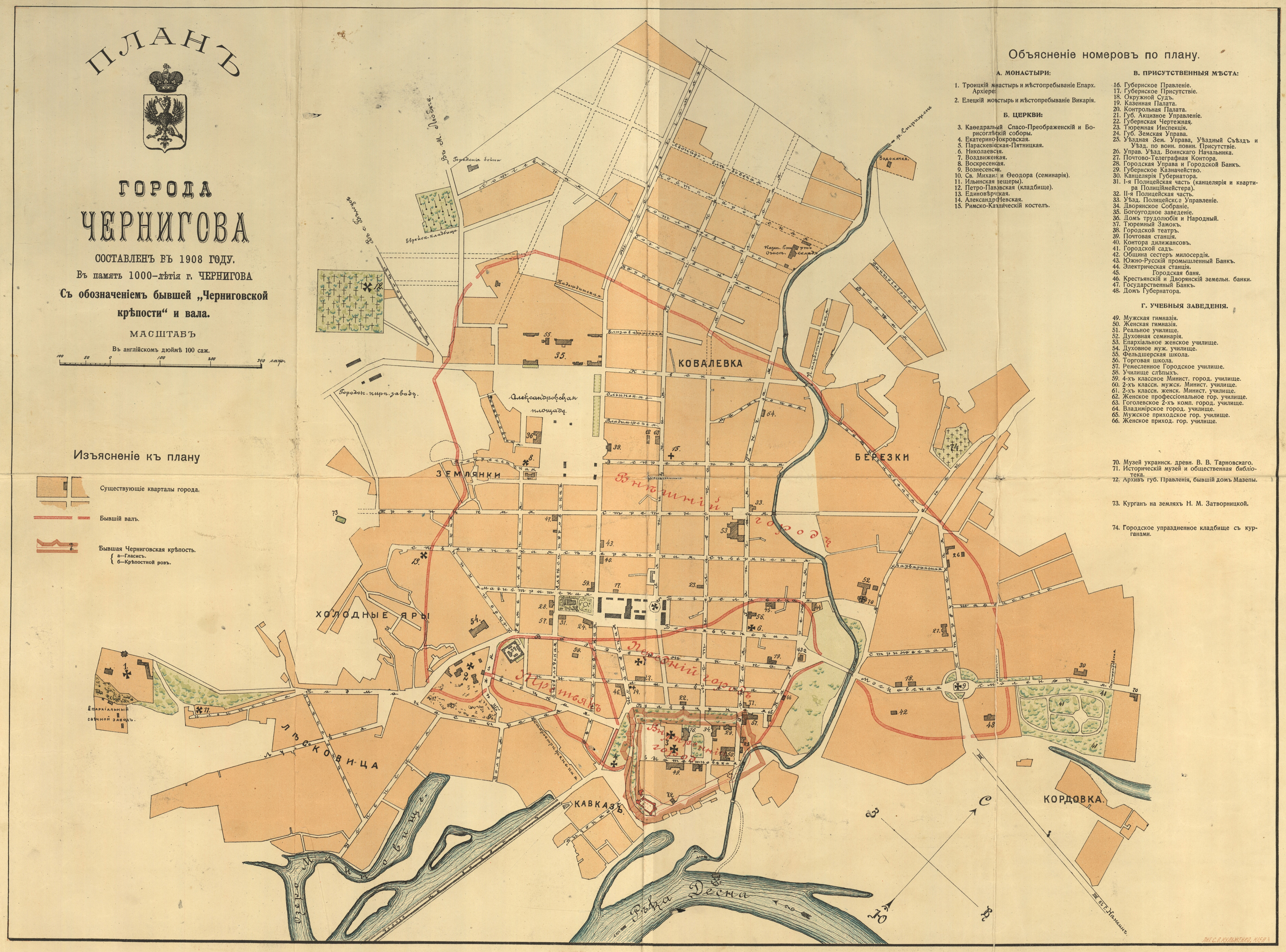
Млиновище на плане 1908 года

Озеро расположено в правобережной пойме Десны на юго-востоке Новозаводского района Черниговского горсовета, между Лесковицей и дачами, западнее проспекта Мира. Озерная котловина вытянутой формы, с северо-востока на юго-запад с расширенными оконечностями. Озеро разделено улицей Лесковицкая. На юге сообщается потоками с другими водоёмами.
Современное озеро Млиновище в XVIII веке было приустьевым участком русла реки Стрижень, которая впадала в Десну возле села Жавинка. При открытии тракта Санкт-Петербург—Киев в 1863 году, русло Стрижня перенаправили в другое место, в результате чего образовалось озеро. Южная часть была вновь подвергнуты антропогенному влиянию в период 1981—1989 года: расширена (в основном юго-западная часть) и углублена котловина — из-за работы земснаряда, который намывал участок для будущего микрорайона. Микрорайон не был построен, сейчас здесь индивидуальная застройка (южная часть Лесковицы), что непосредственно севернее озера.
Берега пологие. Берега зарастает прибрежной растительностью (тростник обыкновенный), а водное зеркало — водной (роголистник погружённый, кубышка жёлтая, виды рода рдест). Края котловины переходят в водно-болотные участки.
Питание: дождевое и грунтовое. Зимой замерзает.
Озеро используется для рекреации, рыболовства.
На юго-восточном берегу в урочище Святое расположен комплекс археологических памятников Млиновище-1, на северо-западном берегу (в районе перекрёстка улиц Успенской и Лесковицкой) — комплекс объектов археологического наследия «Млиновище-2».